# Пенанго
Пенанго (итал. Penango) — коммуна в Италии, располагается в регионе Пьемонт, в провинции Асти.
Население составляет 547 человек (2008 г.), плотность населения составляет 58 чел./км². Занимает площадь 9 км². Почтовый индекс — 14030. Телефонный код — 0141.
Покровителем коммуны почитается святой Грат Аостский, празднование 7 сентября.

## Демография
Динамика населения:

## Администрация коммуны
- Официальный сайт: